# Ali Al-Qarni
Ali Al-Qarni (en arabe : علي القرني), né en mars 1992 à Sabt Al Alaya, est un astronaute saoudien. 
Il est titulaire d'un baccalauréat en sciences aéronautiques de la King Faisal Air Academy (en). Il est capitaine dans la Force aérienne royale saoudienne, où il pilote le F-15SA. Il a enregistré 2 387 heures de vol.

## Vol réalisé
Il est sélectionné pour la mission commerciale SpaceX Axiom Space-2 et s'envole le 21 mai 2023 en tant que spécialiste de mission à bord de la capsule Crew Dragon Freedom qui s'amarre à la Station spatiale internationale (ISS), pour une durée d'environ dix jours.